# Salomon Smolianoff
Sali Smolianoff Sporoschinskaja (Kremenchuk, 26 de março de 1897 – Porto Alegre, 14 de novembro de 1976), nascido Salomon Smolianoff, foi um pintor e falsificador nascido russo e naturalizado uruguaio sobrevivente ao Holocausto. Sali, como era conhecido, ficou conhecido mundialmente como um dos maiores falsificadores da sua época, tendo estado envolvido na famosa Operação Bernhard, onde os prisioneiros dos campos de concentração eram obrigados a criarem notas, passaportes, dentre outros documentos falsos. Após a guerra, residiu em Montevidéu e Porto Alegre, onde atuou como pintor e, nesta última, tornou-se mentor da artista plástica Magaly Amaral da Costa. A Operação Bernhard foi retratada no filme Os Falsários, baseada nas memórias de Adolf Burger, que esteve presente na operação. No filme, que conquistou o Oscar de melhor filme estrangeiro, Smolianoff foi interpretado por Karl Markovics.

## Biografia
Filho dos judeus Isaack Smolianoff e Isabel Sporoschinskaja, Smolianoff nasceu na cidade russa de Kremenchuk, mas tendo passado parte de sua vida na cidade de Odessa, litoral da Ucrânia. Ainda na Rússia, Smolianoff estudou pintura em uma escola de arte em Odessa, onde teve como seu primeiro professor de pintura Sotoff Keller e, posteriormente, tornou-se discípulo do pintor Ivan Miassojedoff/Eugen Zotov. Após a Revolução Russa, decidiu abandonar o país junto de Miassojedoff e da companheira deste, Malvina Vernici. Juntos, os três foram para a Turquia e de lá passaram por diversos locais da Europa até se estabelecerem em Berlim por volta de 1922.
A partir de 1923, por iniciativa de Miassojedoff, ambos passaram a produzir dinheiro e documentos falsos, segundo Smolianoff, para contratar transportadores que realizavam o transporte de judeus que queriam deixar a União Soviética de forma ilegal rumo a Europa ocidental e para a Palestina. Em 1928, Smolianoff foi preso na Holanda enquanto viajava com o objetivo de trocar o dinheiro falso fabricado por ele por dinheiro legítimo e permaneceu detido até 1929, quando recebeu indulto. Ainda em 1929, foi extraditado da Holanda para a Suécia pelo mesmo crime, e permaneceu detido lá até ser absolvido em 1931. Em 1933, Smolianoff e Miassojedoff foram presos na Alemanha por falsificação, sendo Smolianoff condenado em 1936.
Em 1939, Smolianoff foi transferido da prisão comum para o campo de concentração de Mauthausen. A partir de 1941, foi identificado pelos nazistas como sendo pintor e foi obrigado a pintar retratos de oficiais nazistas como trabalho extra no campo de concentração.
Em 1944, foi recrutado pelo oficial Bernhard Krüger para a Operação Bernhard. Ele foi selecionado para a Operação Bernhard e transferido para o campo de concentração de Sachsenhausen, após passar cinco anos em Mauthausen e, eventualmente para o Ebensee, da rede de campo de Mauthausen, onde foi libertado pelo exército dos Estados Unidos em 6 de maio de 1945. Todos os traços de falsificação de Smolianoff foram perdidos após a sua libertação. Ele foi citado no Wanted como falsário, mas também é creditado por falsificar documentos de emigração de judeus tentando ir para a Palestina.
Em 1947, instalado na Itália junto de outros judeus refugiados após o fim da Segunda Guerra Mundial, Smolianoff casou com a judia de nacionalidade alemã também sobrevivente do holocausto Charlotte Cacilie. Ainda na Itália no mesmo ano, organizou uma exposição de pintura tendo a Rússia como tema e trocou correspondências com Miassojedoff, que havia se refugiado com a família em Vaduz a partir de 1938.
Em 1949, mudou-se para Montevidéu com a esposa, pois o irmão desta já residia na cidade. Durante a viagem da Itália para o Uruguai, conheceu os pais da futura artista plástica Anico Herskovits, tornando-se amigo da família Herskovits. Em Montevidéu, Smolianoff montou ateliê e voltou a trabalhar como pintor, onde chegou a fazer um retrato do compositor Eduardo Fabini. No Uruguai, realizou o procedimento de naturalização para a nacionalidade uruguaia, mudando legalmente seu nome de "Salomon Smolianoff" para "Sali Smolianoff Sporoschinskaja". Passou a ser hostilizado pela comunidade judaica de Montevidéu quando sua participação na Operação Bernhard tornou-se conhecida. Dessa forma, Smolianoff e sua esposa decidiram acompanhar a família Herskovits em sua mudança para Porto Alegre em 1955.
Em Porto Alegre, Smolianoff voltou a atuar como artista fazendo pinturas, colorização de fotografias e outras atividades artísticas sob encomenda. Na década de 1950, Smolianoff tomou Magaly Amaral da Costa como sua assistente de pintura e discípula em seu ateliê. Bem como fundou uma pequena fábrica de brinquedos em seu apartamento, na qual sua esposa trabalhava.
Em 1960 e 1963, Smolianoff aceitou ceder entrevistas para repórteres da revista O Cruzeiro após a circulação de boato de que haveria dinheiro falso produzido por ele circulando pela América do Sul. Posteriormente foi esclarecido pela investigação policial que as falsificações em circulação eram obra do falsário italiano Eugenio de Tofore que estava instalado em Montevidéu e, sabendo da passagem de Smolianoff pelo local, usava o nome de Smolianoff para dar credibilidade à qualidade das falsificações que produzia.
Após a idade avançado, Smolianoff apresentou sintomas da Doença de Parkinson, o que fez com que parasse de pintar retratos, que requeriam maior precisão e coordenação motora, transferido suas encomendas para da Costa, e se dedicasse apenas à pintura de paisagem e de cenas do cotidiano.
Entre sua produção artística, destacam-se as pinturas de paisagem segundo a tradição do Impressionismo. Sua última exposição de arte individual em vida ocorreu em 1970 na Galeria Pancetti em Porto Alegre. Foi realizado uma exposição individual da sua obra em 2010 no Centro Cultural CEEE Erico Verissimo. Ainda, há uma pintura de autoria de Smolianoff na coleção do acervo do Museu de Arte do Rio Grande do Sul. Bem como foi escrita uma biografia sobre sua vida por da Costa intitulada Smolianoff: o cálice de um judeu publicada em 2019.
Smolianoff morreu em Porto Alegre em 14 de novembro de 1976, perto de completar oitenta anos, sendo enterrado no Cemitério Israelita Porto-Alegrense.

### Operação Bernhard
A Operação Bernhard, apontado como o maior programa de falsificação de dinheiro da história, foi dirigida e recrutado pelo oficial nazista Bernhard Krüger, que montou uma equipe com 142 falsificadores presos nos campos de concentração nazistas, primeiramente de Sachsenhausen e, depois de outros campos. Dentre os recrutados, estava Smolianoff, considerado uma dos maiores falsificadores da história e membro mais importante da operação. Enquanto esteve no campo, conheceu o tipógrafo Adolf Burger, que fora preso em 1942 por falsificação de certificados de batismo para salvar os judeus da deportação e, posteriormente integrante da operação. Primeiramente, foram produzidas libras e, em seguida, dólares. Foram produzidas aproximadamente 132 milhões de libras em notas falsas na operação, sendo equivalente a quatro vezes as reservas cambiais do Reino Unido na época e, graças as táticas dos prisioneiros para retardar a operação, poucos dólares foram produzidos.